# كورنل كولكسار
كورنل كولكسار (بالمجرية: Kulcsár Kornél)‏ هو لاعب كرة قدم مجري في مركز الوسط، ولد في 11 نوفمبر 1991 في ناجاتاد في المجر. شارك مع منتخب المجر تحت 19 سنة لكرة القدم ومنتخب المجر تحت 21 سنة لكرة القدم. أما مع النوادي، فقد لعب مع زالايغيرزيغي تورنا إغيليت.

## وصلات خارجية
- كورنل كولكسار على موقع قاعدة بيانات كرة القدم.إي يو (الإنجليزية)
- كورنل كولكسار على موقع Soccerway.com (الإنجليزية)